# Kinosternon hirtipes
Espèce
Synonymes
- Kinosternon murrayi Glass & Hartweg, 1951

Statut de conservation UICN

 LC  : Préoccupation mineure
Kinosternon hirtipes est une espèce de tortues de la famille des Kinosternidae.

## Répartition
Cette espèce se rencontre :
- au Mexique dans les États d'Aguascalientes, de Chihuahua, de Coahuila, du District fédéral, de Durango, de Guanajuato, de Jalisco, de Mexico, de Michoacán, de Morelos et de Zacatecas ;
- aux États-Unis au Texas.

## Liste des sous-espèces
Selon TFTSG (22 juin 2011) :
- Kinosternon hirtipes hirtipes Wagler, 1830
- Kinosternon hirtipes chapalaense Iverson, 1981
- Kinosternon hirtipes magdalense Iverson, 1981
- Kinosternon hirtipes megacephalum Iverson, 1981
- Kinosternon hirtipes murrayi Glass & Hartweg, 1951
- Kinosternon hirtipes tarascense Iverson, 1981

## Publications originales
- Glass & Hartweg, 1951 : Kinosternon murrayi, a new musk turtle of the hirtipes group from Texas. Copeia, vol. 1951, no 1, p. 50–52.
- Iverson, 1981 : Biosystematics of the Kinosternon hirtipes species group (Testudines: Kinosternidae). Tulane Studies in Zoology and Botany, vol. 23, no 1, p. 1–74 (texte intégral).
- Wagler, 1830 : Natürliches System der Amphibien, mit vorangehender Classification der Säugthiere und Vögel. Ein Beitrag zur vergleichenden Zoologie. J.G. Cotta, München, p. 1-354 (texte intégral).